# Telempong
Telempong is een bestuurslaag in het regentschap Situbondo van de provincie Oost-Java, Indonesië. Telempong telt 811 inwoners (volkstelling 2010).